# 司空馬
司空马（？—？），秦国人，吕不韦的门客。

## 生平
吕不韦败落后，司空马到赵国，他建议赵王迁停止以土地贿赂秦国，发起合纵抗秦。否则，赵国必亡。赵王不能采纳他的意见，司空马离开，在平原津对郭遗说，赵国如果杀武安君李牧，半年必亡。赵国大臣韩仓嫉妒功臣，肯定陷害李牧将其杀害。结果，赵王听韩仓之言杀李牧，五个月后，前228年，赵国被秦国灭亡。平原令郭遗感慨司空马之见。